# アミン・シェルミティ
モハメド・アミン・シェルミティ（アラビア語:  أمين الشرميطي, ラテン文字表記: Amine Chermiti、1987年12月26日 - ）は、チュニジア出身の元サッカー選手。現役時代のポジションはFW。「アミネ・シェルミティ」とも表記される。

## 経歴
17歳でU-21チュニジア代表入り。2007年5月にはフル代表に招集され、初出場で初ゴールを挙げた。アフリカネイションズカップ2008に選出された。
2007年のCAFチャンピオンズリーグではエトワール・サヘルの攻撃を牽引。3連覇を狙うアル・アハリ（エジプト）との決勝戦2ndレグの後半ロスタイムに決勝ゴールを決めるなど、得点ランク2位タイの大会通算8ゴールを挙げた。
FIFAクラブワールドカップ2007では19歳ながら“チュニジアの新星”として注目され、準々決勝パチューカ戦、準決勝ボカ・ジュニアーズ戦、3位決定戦浦和レッズ戦にフル出場。浦和戦では後半30分に同点ゴールを決めるも、PK戦で敗れ涙を見せた。
2008年8月に、ドイツ・ブンデスリーガのヘルタ・ベルリンに移籍。2009年8月、サウジアラビアのアル・イテハドに1年間のレンタル移籍が決定。2010年7月、スイスのFCチューリッヒにトライアルを経て4年契約で移籍。2016年1月29日、フランスのガゼレク・アジャクシオに1年契約で移籍。
2019年8月、インディアン・スーパーリーグのムンバイ・シティFCに加入した。

## 所属クラブ
- JSケルアン 2005-2006
- エトワール・サヘル 2006-2008
- ヘルタ・ベルリン 2008-2010
  - アル・イテハド 2009-2010 （レンタル移籍）
- FCチューリッヒ 2010-2015
- ガゼレク・アジャクシオ 2016
- アル・アラビ・クウェート 2016-2017
- エトワール・サヘル 2017-2019
- アル・フェイハ 2019
- ムンバイ・シティFC 2019-2020